# Estação Gueologuitcheskaia
Gueologuitcheskaia (em russo:  Геологическая) é uma estação terminal da linha Uralhskaia (Linha Verde) do Metro de Ecaterimburgo, na Rússia. Estação «Gueologuitcheskaia» está localizada após a estação «Ploshchad Tysiatcha Deviatssot Piatogo Goda».

## Ligaçôes externas
- «Metro de Ecaterimburgo, site oficial.» (em russo)